# Rainer-Maria Halbedel
Rainer-Maria Halbedel geb. Ruhnke (* 15. Dezember 1948 in Steinfeld/Oldb.) ist ein deutscher Koch. Sein Restaurant wird seit 1983 ununterbrochen mit einem Stern im Guide Michelin ausgezeichnet. Er ist Gründungsmitglied des Vereins Bonn CulinAhr, dessen Vorsitz Hans Stefan Steinheuer und Rainer-Maria Halbedel innehaben.

## Werdegang
Seine Lehre absolvierte er im Waldhotel Felsenkeller in Bad Iburg. Weitere Stationen waren das Hotel Ambassador, die Conti Fischstuben, das Hotel Palace im Europa-Center und das Restaurant Heinz Kardell, alle in Berlin. Hier machte er 1976 seine Meisterprüfung. Anschließend wurde er Küchenchef im Chez Loup in Bonn.

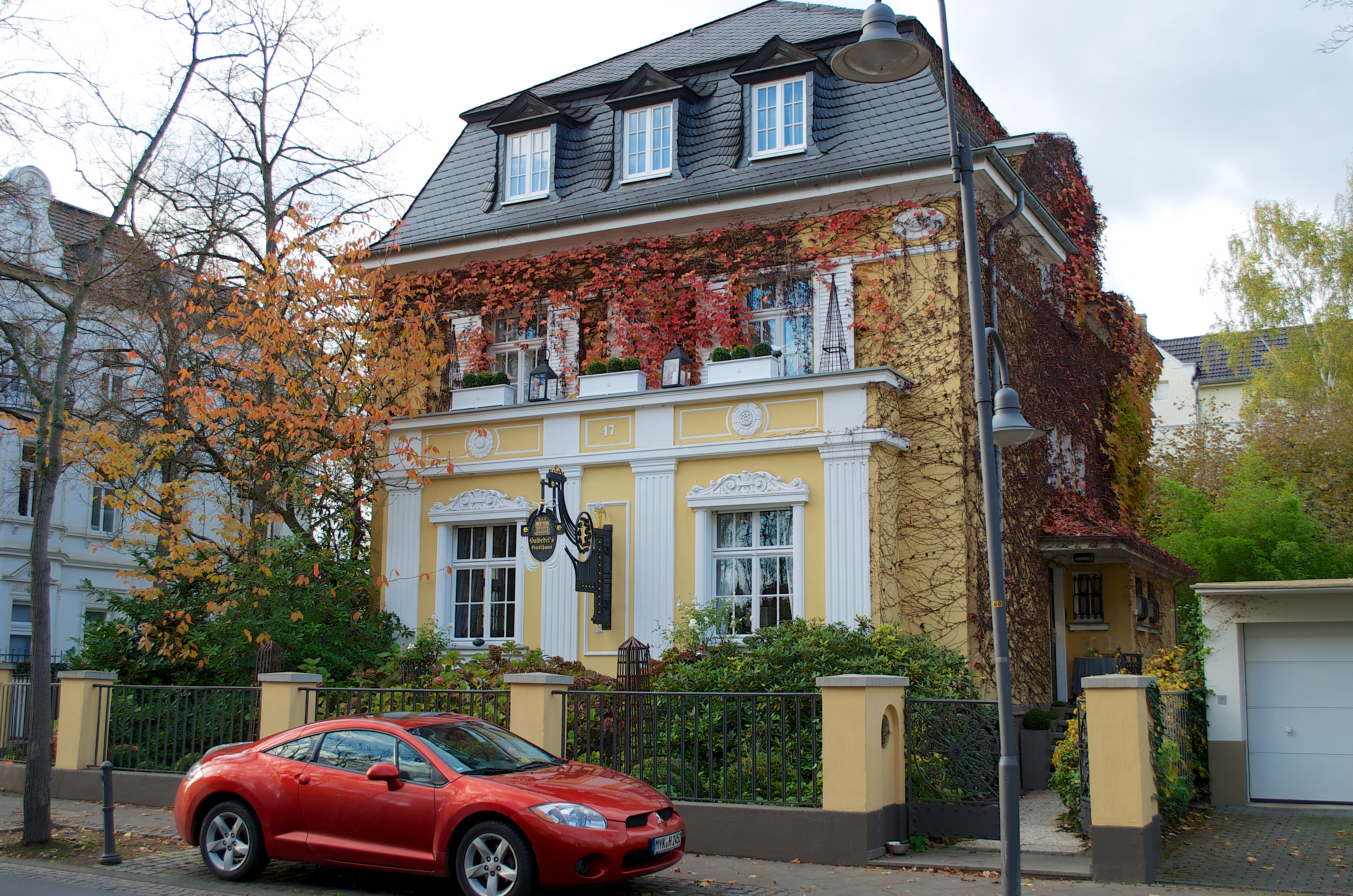
Halbedel's Gasthaus in Bonn-Bad Godesberg

Selbständig machte er sich mit der Korkeiche in Bonn-Lannesdorf. Danach kaufte das Ehepaar Halbedel die Villa an der Rheinallee 47 im Godesberger Villenviertel und eröffnete Halbedels Gasthaus, das mit einem Stern im Guide Michelin ausgezeichnet wurde.
Rainer-Maria Halbedel betreibt mit seiner Ehefrau Irmgard in Thür/Eifel einen Bauernhof, wo er viele Viktualien selbst anbaut.